# 再會吧、那些愛憐的悲傷啊
《再會吧、那些愛憐的悲傷啊》（日语：サラバ、愛しき悲しみたちよ）是日本女子組合桃色幸運草Z的第9張單曲，於2012年11月21日由STARCHILD發售。同名A面曲《再會吧、那些愛憐的悲傷啊》是日本電視劇《我的學生是惡夢》的主題曲。

## 發行及宣傳
此單曲分為附送DVD的「首批限量版」（初回限定盤）和只有CD的「普通版」（通常盤），共兩個版本發售。DVD收錄了A面曲《再會吧、那些愛憐的悲傷啊》的音樂影片。
2012年10月24日，單曲封面和B面曲的資料公布。10月26日，《再會吧、那些愛憐的悲傷啊》的MV上載至YouTube，觀看次數於上載兩個半月後超過1000萬次。11月7日，《再會吧、那些愛憐的悲傷啊》於music.jp率先開放下載。一星期後，即11月14日，B面曲《Wee-Tee-Wee-Tee》亦於iTunes Store開放下載。
同年11月5日，桃色幸運草Z於日本武道館舉辦、只限男性參與的「桃色秋天兩大祭典 ～男祭2012～」演唱會（ももクロ秋の2大祭り ～男祭り2012～）上首次演唱《再會吧、那些愛憐的悲傷啊》。她們亦曾於《MUSIC JAPAN》（同年11月18日）和《MUSIC STATION》（同年11月23日）等音樂節目宣傳單曲。

## 歌曲
A面曲《再會吧、那些愛憐的悲傷啊》是由北川景子主演、日本電視台系連續劇《我的學生是惡夢》（2012年10月13日至12月22日播映）的主題曲，為桃色幸運草Z的第一首電視劇主題曲。
這首歌由著名音樂人布袋寅泰作曲及編曲。桃色幸運草Z製作一方邀請布袋寅泰作曲時，曾在他本人得到消息之前被其經理人拒絕。之後布袋寅泰跟Christopher Peppler（クリス・ペプラー）一起用膳時，Christopher建議布袋接受邀請，指桃色幸運草Z「並非只是普通的偶像。她們很搖滾」，才讓布袋想嘗試跟她們合作。此外，布袋寅泰曾指他「留意到桃色幸運草Z在其最大魅力所在——演唱會中，能讓會場全部人合為一體」，而這首歌亦有像「天使與魔鬼合為一體，互相追趕躲藏」般的印象。
B面曲《Wee-Tee-Wee-Tee》是Takara Tomy電子寵物「菲比精靈」（Furby）的廣告歌曲。「Wee-Tee」一詞在「菲比語」（Furbish）中的意思是「歌唱」，日本報導故將歌名翻譯成「歌唱吧」（歌おう）和「歌唱，歌唱」（歌う、歌う）等。這首歌的部份歌詞使用了菲比語。

## 封面和音樂影片
單曲封面以「善與惡」為主題，以白色和黑色為基調，表現歌曲中兩面的世界觀。桃色幸運草Z亦在MV中扮演天使與魔鬼。
《再會吧、那些愛憐的悲傷啊》的MV由曾為SMAP、南方之星製作MV的黑田秀樹執導。MV中有部份舞蹈鏡頭使用以「無線EL線控制系統」來製作的發光服裝，當中使用的系統由學校法人片柳學園（学校法人片柳学園）的藤本實助教連同他的學生一起開發。

## 反應
不少相關報導和評論都指出《再會吧、那些愛憐的悲傷啊》帶有搖滾風格。音樂網站CDJournal的試聽評論指出，這首歌的低音部充份利用了重低音，結他的音色能激發情緒，且充滿奔馳的感覺。另一音樂網站Billboard Japan的杉岡祐樹讚賞布袋寅泰寫的曲子，指他完全沒有依賴特效來創作音效或使用簡單的編曲，而是在歌裏加入「帶苦味的結他重複段（riff）」、「搶眼的副歌」等元素。

### 銷售成績
此單曲發行首周的銷量約為7.4萬張，於2012年12月3日的Oricon公信榜單曲周榜取得第2名，屈居於渡邊麻友《發光體》之下。這是桃色幸運草Z截至當時為止的最高首周銷量，也是於該排行榜取得的最高名次。此外，此單曲在Billboard JAPAN Hot 100排行榜取得首名。
下載銷量方面，《再會吧、那些愛憐的悲傷啊》一曲取得RecoChoku每日排行榜首名，為桃色幸運草Z初次於該榜奪冠。這首歌的MV亦同時在RekoChoku影片日榜上取得首名。
桃色幸運草Z於2012年年底的NHK紅白歌合戰演唱《再會吧、那些愛憐的悲傷啊》一曲後，受到「紅白效應」影響，於2012年12月31日至2013年1月6日的Oricon公信榜單曲周榜上，由第10名上升至第6名。當時的累積銷量約為11.5萬張。

### 獎項
- 第75屆日劇學院獎 最佳電視劇歌曲

## 現場表演
2012年12月31日，桃色幸運草Z初次登上NHK紅白歌合戰的舞台，演唱以「桃色紅白Z」（ももいろ紅白だZ!!）為題的組曲。該組曲由《再會吧、那些愛憐的悲傷啊》和其主流出道單曲《行動吧！怪盜少女》兩首歌曲組成。她們先穿上黑色或白色的長裙演唱《再會吧、那些愛憐的悲傷啊》，然後脫去身上的黑白長裙，露出裏面以五名成員各自的代表顏色（紅、黃、粉紅、綠、紫）為主色的裙子繼續演唱下一首歌曲。

## 收錄曲目

### 首批限量版
| CD   | CD                                         | CD       | CD       | CD       | CD   |
| 曲序 | 曲目                                       |          | 作曲     | 编曲     | 时长 |
| ---- | ------------------------------------------ | -------- | -------- | -------- | ---- |
| 1.   | 再會吧、那些愛憐的悲傷啊                   | 岩里祐穗 | 布袋寅泰 | 布袋寅泰 | 4:58 |
| 2.   | 黑色週末（黒い週末）                               | 只野菜摘 | NARASAKI | NARASAKI | 6:20 |
| 3.   | 再會吧、那些愛憐的悲傷啊（off vocal ver.） | －       | －       | －       |      |
| 4.   | 黑色週末（off vocal ver.）                 | －       | －       | －       |      |

| DVD  | DVD                                  |
| 曲序 | 曲目                                 |
| ---- | ------------------------------------ |
| 1.   | 再會吧、那些愛憐的悲傷啊 MUSIC VIDEO |

### 普通版
| CD   | CD                                         | CD       | CD       | CD         | CD   |
| 曲序 | 曲目                                       |          | 作曲     | 编曲       | 时长 |
| ---- | ------------------------------------------ | -------- | -------- | ---------- | ---- |
| 1.   | 再會吧、那些愛憐的悲傷啊                   | 岩里祐穗 | 布袋寅泰 | 布袋寅泰   | 4:58 |
| 2.   | 黑色週末                                   | 只野菜摘 | NARASAKI | NARASAKI   | 6:20 |
| 3.   | Wee-Tee-Wee-Tee                            | CHI-MEY  | CHI-MEY  | 大久保友裕 | 4:22 |
| 4.   | 再會吧、那些愛憐的悲傷啊（off vocal ver.） | －       | －       | －         |      |
| 5.   | 黑色週末（off vocal ver.）                 | －       | －       | －         |      |
| 6.   | Wee-Tee-Wee-Tee（off vocal ver.）          | －       | －       | －         |      |

## 排行榜
| 排行榜（2012年）                           | 最高排名 |
| ------------------------------------------ | -------- |
| Oricon公信榜單曲日榜                       | 2        |
| Oricon公信榜單曲周榜                       | 2        |
| Oricon公信榜單曲月榜                       | 8        |
| Oricon公信榜單曲年榜                       | 84       |
| Billboard Japan Hot 100                    | 1        |
| Billboard JAPAN Hot 100 Airplay            | 8        |
| Billboard JAPAN Hot Singles Sales          | 2        |
| Billboard JAPAN Adult Contemporary Airplay | 13       |

## 外部連結
- 官方網站（日語）
- 原文歌詞（日語）

### 音樂影片
- YouTube上的《再會吧、那些愛憐的悲傷啊》MV
- YouTube上的《Wee-Tee-Wee-Tee》MV